# 6642 Henze
A 6642 Henze (ideiglenes jelöléssel 1990 UE3) a Naprendszer kisbolygóövében található aszteroida. Urata Takesi fedezte fel 1990. október 26-án.